# El baño del Papa
El baño del Papa és una pel·lícula uruguaiana de l'any 2007, amb participació brasilera i francesa, escrita i dirigida per César Charlone i Enrique Fernández. Està inspirada en el llibre de contes El día en que el Papa fue a Melo, de l'escriptor brasiler Aldyr García Schlee.

## Argument
A ciutat de Melo, una petita població de l'Uruguai pròxima a la frontera entre el Brasil i l'Uruguai, durant l'any 1988, els ciutadans es preparen per a la històrica visita del papa Joan Pau II. Es diu que rebran al voltant de 50.000 visitants, per la qual cosa el poble comença a preparar venda de viandes, medalles, banderoles i més coses, confiant que la visita de molts pelegrins els portarà desenvolupament econòmic, emocionats per la benedicció de rebre al Papa. Enmig dels preparatius, el personatge d'aquesta història, Beto, un bagayero —persona que ven mercaderia brasilera de contraban a l'Uruguai—, se les enginya per a oferir els serveis de bany públic als visitants, per la qual cosa es disposa a confeccionar un bany davant de casa seva. En la cerca dels diners per la seva realització, cau en dificultats i garbulls. Al final, el papa arriba a Melo, però no així la quantitat de pelegrins que s'esperaven: el poble de Melo es queda amb una immensa quantitat de menjar, banderoles i altres objectes que havien estat destinats a la venda.

## Repartiment
- César Troncoso - Beto
- Virginia Méndez - Carmen
- Virginia Ruiz - Silvia
- Mario Silva - Valvulina
- Henry de Leon - Nacente
- Jose Arce - Tica
- Nelson Lence - Meleyo
- Rosário dos Santos - Tereza
- Hugo Blandamuro - Tartamudo

## Guardons
- Premi del jurat en la Mostra Internacional de Cinema de São Paulo de 2007).
- Premio Horitzons Llatins en la 55a edició del Festival Internacional de Cinema de Sant Sebastià (2007).[3]
- Presentació en la 60a edició del Festival de Canes (2007), en la secció «Un Certain Regard».[4]
- Premi al millor guió en el 33er Festival de Cinema Iberoamericà de Huelva.[5]
- Premi a la millor opera prima a la XIV Mostra de Cinema Llatinoamericà de Lleida[6]
- Premi Glauber Rocha al 29è Festival Internacional del Nou Cinema Llatinoamericà de l'Havana.
- Millor Pel·lícula en el Festival Internacional de Cinema de Viña del Mar de 2008.
- Millor opera prima al Festival Internacional de Cinema de Guadalajara de 2008.
- Guardó d'Or en els Premis Iris de l'Uruguai (2008)
- Millor actor en l'I Festival Internacional San Luis de Cinema, l'Argentina (2007).
- Kikito d'Or, millor actor, millor actriu, millor guió, premi a l'excel·lència de llenguatge tècnic i millor llargmetratge estranger en el Festival de Gramado de 2007.
- Premio «Llavor» al llargmetratge llatinoamericà en el 5è Festival Iberoamericà de Cinema de Quito, Zero Latitud (2007).

A més de les distincions rebudes, la pel·lícula va ser enviada com a candidata als Premis Oscar a la millor pel·lícula estrangera.

## Refereècies
1. ↑  Uruguay Film Commission & Promotion Office. «El baño del Papa». A: Còpia arxivada, 2012, p. 27 [Consulta: 20 gener 2022].
2. ↑  «Còpia arxivada». El País. Arxivat de l'original el 2011-02-20. [Consulta: 20 gener 2022].
3. ↑  Película uruguaya "El baño del Papa", premio Horizontes en San Sebastián, LA NACIÓN, 29 DE SETEMBRE DE 2007
4. ↑  Se estrena en Cannes "El baño del Papa", montevideo.com
5. ↑  La película mexicana 'Luz Silenciosa', Colón de Oro del 33 Festival de Cine Iberoamericano, La Vanguardia, 24 de novembre de 2007
6. ↑  Argentina y Uruguay acaparan los principales premios de la 14ª Mostra de Cine Latinoamericano de Lleida, latamcinema,com
7. ↑  Gaydos, Steven; McCarthy, Libby. «Oscar's foreign film race heats up».  Variety, 15-01-2008. Arxivat de l'original el 19 de setembre de 2012. [Consulta: 23 juny 2008].